# Frane Matošić
Frane Matošić (25 de novembre de 1918 - 29 d'octubre de 2007) fou un futbolista croat de la dècada de 1940.
Fou 16 cops internacional amb la selecció iugoslava. Pel que fa a clubs, defensà els colors de Hajduk Split la major part de la seva carrera.

## Palmarès
Hajduk Split (jugador)
- Lliga croata de futbol (1): 1940-41[7]
- Campionat de la RS de Croàcia (2): 1945, 1946[7][8]
- Lliga iugoslava de futbol (3): 1950, 1952, 1955

RNK Split (entrenador)
- Segona divisió iugoslava (Oest): 1959-60